# Betazolo
Il betazolo è un composto organico isomero dell'istamina. In vivo è un agonista dei recettori H2 in grado pertanto di stimolare la secrezione gastrica di acido cloridrico. Viene somministrato come betazolo dicloridrato (Numero CAS: 138-92-1) per testare la funzionalità gastrica, metodo che può essere impiegato nella diagnosi della sindrome di Zollinger-Ellison. La diagnosi della sindrome avviene se dopo la stimolazione col betazolo vi è una secrezione superiore al 60% della massima secrezione acida. Il betazolo viene usato anche per la diagnosi della gastrite in associazione con un test per l'attività della secretina.
Il Betazolo è usato come stimolante con maggior preferenza rispetto all'istamina per la sua specificità per il recettore H2 e il suo vantaggio di non generare gli effetti collaterali indesiderabili che indurrebbe invece l'istamina. Esso, pertanto, non richiede l'uso concomitante di composti antistaminici per bloccare le azioni dell'istamina in altri tipi di recettori dell'istamina.
La sua azione nello stimolare il rilascio di istamina può essere utile quando si verifica l'efficacia dei farmaci bloccanti dei recettori H2 come la Nizatidina.